# جامعة تربية مدرس
جامعة تربية مدرس هي جامعة حكومية إيرانية تقع في العاصمة الإيرانية طهران.

## التاريخ
تم تأسیس جامعة تربية مدرس في عام 1982 والتي تعد أقدم جامعة إیرانیة متخصصة في مجال الدراسات العلیا بالإضافة الی قیامها بالإشراف علی الأبحاث العلمیة ورسالات التخرج الجامعیة التي تقدم في مرحلتي الماجستیر والدکتوراه من قبل الجامعات ومراکز التعلیم العلیا الإیرانیة في کافة الاختصاصات العلمیة والهندسیة والأدبیة.
وتحرص جامعة تربیة مدرس باعتبارها المرجع الرئیسي للتعلیم العالي الإیراني علی تربیة وإعداد الأساتذة والباحثین وتأهیلهم للتدریس في الجامعات ومراکز التعلیم العلیا المختلفة والمنتشرة في کافة أرجاء البلاد وفقاً لآخر المستجدات العلمیة والتقنیات الحدیثة المعتمدة في الدول المتقدمة في العالم بفضل حیازتها علی نخبة من أشهر الأساتذة وأفضل الکوادر العلمیة الی جانب العدید من الإمکانیات التعلیمیة والمختبـرات العلمیة والمراکز البحوثیة علی المستوی العالمي بحیث یمکن القول بأن معظم الأساتذة وأعضاء الهیئة التدریسیة الذین یزالون نشاطاتهم العلمیة والتدریسیة في الجامعات الإیرانیة في الوقت الحاضر هم من خریجي هذه الجامعة بسبب تنوع الاختصاصات وتوفر الإمکانیات العلمیة والورشات الفنیة والهندسیة بالمقارنة الی سائر الجامعات الإیرانیة. وفي هذا السیاق تمنح جامعة تربیة مدرس شهادة الماجستیـر في حوالي 171 اختصاص وشهادة الدکتوراه في 132 اختصاص علمي وأکادیمي مختلف الی الراغبین بمواصلة الدراسات العلیا في هذه الجامعة، حیث یواصل حالیاً أکثر من 7300 طالب وطالبة دراساتهم العلیا في مرحلة الماجستیر وحوالي 3700 باحث وباحثة في مرحلة الدکتوراه. وفي نفس الوقت یزاول أکثر من 700 أستاذ وعضو الهیئة العلمیة من ذوي الکفاءات العلمیة العالیة مهنة التدریس في 16 کلیة و14 مرکز بحوثي تابع لهذه الجامعة. ـ.

## الکلیات العلمیة والهندسیة والإنسانیة
- کلیة الزراعة،
- کلیة علوم الحیاة،
- کلیة الهندسة الکیمیائیة،
- کلیة الهندسة المدنیة والبیئة،
- کلیة الهندسة الکهربائیة والحاسبات،
- کلیة الهندسة المعماریة والفنون الجمیلة،
- کلیة الهندسة الصناعیة والنظم،
- کلیة الهندسة المیکانیکیة،
- کلیة هندسة المواد والمناجم،
- کلیة العلوم الأساسیة،
- کلیة العلوم الإنسانیة،
- کلیة القانون،
- کلیة الإدارة والاقتصاد،
- کلیة علوم الریاضیات،
- کلیة العلوم الطبیة،
- کلیة العلوم الملاحیة والموارد الطبیعیة.

## أبرز النشاطات الدولیة
- قبول 469 طالب وطالبة من 31 جنسیة مختلفة لمواصلة الدراسات العلیا في الجامعة
- منح زمالة دراسیة الی 114 باحث وباحثة في مرحلة الدکتوراه من قبل المؤسسات والمراکز البحوثیة المحلیة والدولیة
- التعاون مع مؤسسة HORIZON 2020 البحوثیة الدولیة (التابعة للإتحاد الأوروبي) في مختلف المجالات العلمیة والبحوثیة
- إبرام العدید من الإتفاقیات ومذکرات تفاهم المشترکة مع مختلف الجامعات الأوروبیة والآسیویة